# Экологические проблемы Казахстана
Казахстан имеет серьёзные экологические проблемы, такие как радиационные загрязнения от полигонов ядерных испытаний, усыхание Аральского моря и опустынивание бывших сельскохозяйственных угодий. Эти проблемы во многом берут начало от советских времён.

## Обзор
Отчасти из-за огромной полузасушливой степи советское правительство использовало Казахстан в качестве полигона для ядерных испытаний. Наряду с почти полным отсутствием контроля за загрязнением окружающей среды это способствовало тревожно высокому уровню заболеваемости во многих сельских районах. Казахстан выявил как минимум две крупные экологические катастрофы в пределах своих границ: усыхание Аральского моря и радиоактивное заражение на Семипалатинском ядерном испытательном полигоне (большая зона к югу от Курчатова) и вдоль китайской границы. Семипалатинский ядерный полигон — единственный из множества ядерных полигонов в мире, на котором живёт население и использует его в сельскохозяйственных целях.
Центральноазиатский региональный экологический центр расположен в Казахстане, что способствует региональному сотрудничеству по экологическим вопросам.
Большая часть водоснабжения Казахстана загрязнена промышленными и сельскохозяйственными стоками, а местами и радиоактивностью. Аральское море, которое находится на территории Узбекистана, сократилось до пяти периодически сообщающихся водоёмов из-за снижения уровня воды в его притоках. Объект биологического оружия советских времён представляет собой угрозу, поскольку он расположен на бывшем острове в Аральском море, который теперь связан с материком. Сокращение водной поверхности Аральского моря усугубило региональные климатические экстремальные явления, а сельскохозяйственные почвы пострадали от солевых отложений и подверглись ветровой эрозии. Опустынивание уничтожило значительные участки сельскохозяйственных угодий. На заводах в промышленных центрах отсутствует контроль за выбросами сточных вод и воздушными выбросами. Министерство охраны окружающей среды недофинансируется и не получает должного внимания. Некоторое новое экологическое регулирование нефтяной промышленности началось в 2003 году, но новые нефтяные операции на казахстанском побережье Каспийского моря усугубляют и без того серьёзное загрязнение этого моря. Международные программы по спасению Арала и Каспийского моря не получили значимого сотрудничества со стороны Казахстана или других стран-участниц.
В 2018 году средний балл Индекса целостности лесных ландшафтов Казахстана составил 8,23/10, что означает 26-е место в мире из 172 стран.

## Аральское море
Аральское море занимает 68 000 квадратных километров с Казахстаном на севере и Узбекистаном на юге.
Советские ирригационные проекты, начатые в 1960-х годах, и другие экологические проблемы серьёзно истощили это когда-то массивное внутреннее море, и к 2007 году оно сократилось до 10 процентов от своего первоначального размера.

## Усилия по возрождению Аральского моря
Усилия включали проект контроля Сырдарьи и Северного Аральского моря (САМ). Проект NAS стоимостью 86 миллионов долларов США, финансируемый совместно Всемирным банком за счёт кредита в размере 65 миллионов долларов США и правительством Казахстана, которое покрыло остальную часть, был разработан для смягчения экологического и экономического ущерба региону, поддержания и увеличения сельского хозяйства и рыболовства в бассейне Сырдарьи и обеспечения дальнейшего существования Северного Аральского моря (известного также как Малое море) за счёт улучшения природно-экологической обстановки в районе дельты.
Кроме того, для реализации в бассейне Аральского моря были разработаны три программы возрождения (ПБАМ-1, ПБАМ-2 и ПБАМ-3). Наиболее подробная и всеобъемлющая из них, ПБАМ-3, охватывает период 2011-2015 гг. и была разработана в период председательства Казахстана в исполкоме МФСА (Международного фонда спасения Арала).